# Регіональна економіка (журнал)
«Регіональна економіка» — науково-практичний журнал, заснований у 1996 році.

## Короткий опис
В журналі висвітлюються теоретичні та прикладні питання, пов'язані з формуванням та реалізацією державної регіональної політики в Україні, проблемами соціально-економічного життя її регіонів. Подаються офіційні матеріали, ділова інформація, повідомлення, рецензії. Журнал орієнтований на науковців, викладачів, управлінців, спеціалістів народного господарства, підприємців, аспірантів.
Журнал входить до Переліку наукових фахових видань України. Свідоцтво про державну реєстрацію КВ № 1807 від 18.01.96. Періодичність — 4 рази на рік, засновниками є Національна академія наук України, Інститут регіональних досліджень НАН України, Інститут економіки промисловості НАН України, Міністерство економіки України, Українська асоціація регіонального розвитку. Установа видавець — Інститут регіональних досліджень НАН України.
Науковий редактор — д.е.н., проф., В. С. Кравців.